# Syndicat national des travailleurs de l'éducation, de la santé et assimilés
 (juillet 2023).
Si vous disposez d'ouvrages ou d'articles de référence ou si vous connaissez des sites web de qualité traitant du thème abordé ici, merci de compléter l'article en donnant les références utiles à sa vérifiabilité et en les liant à la section « Notes et références ».
Le National Education, Health and Allied Workers' Union (NEHAWU), est un syndicat sud-africain. Comptant 276 000 membres, c'est le plus grand syndicat du secteur public du pays. Il gère les travailleurs de l'État, de la santé, de l'éducation et de l'aide sociale.

## Histoire
Ce syndicat est fondé en 1987, lorsque le Health and Allied Workers' Union est fusionné avec le General and Allied Workers' Union et le South African Allied Workers' Union.
Le NEHAWU est affilié au Congrès des syndicats sud-africains (COSATU), à l'Internationale des services publics et au Syndicat international des employés de la fonction publique et assimilés.

## Direction

### Secrétaires généraux
- 1987 : Youre Mdyogolo
- 1988 : Philip Dexter (en)
- 1994 : Neil Thobejane
- 1998 : Fikile Majola (en)
- 2013 : Bereng Soké
- 2017 : Zola Sapheta

### Présidents
- 1987 : Bheki Mkhize (en)
- 1990 : Vusi Nhlapo (en)
- 2004 : Noluthando Mayende-Sibiya
- 2010 : Mzwandile Makwayiba (en)
- 2022 : Mike Shingange